# Perry Mason e la strana sposina
Perry Mason e la strana sposina (The Case of the Curious Bride) è il quinto romanzo dedicato al personaggio di Perry Mason, scritto da Erle Stanley Gardner nel 1935. La prima edizione italiana dl romanzo è apparsa nella collana i I Libri Gialli della Mondadori nel 1938.

## Trama
Una donna, che dice di chiamarsi Helen Crocker, si presenta nello studio dell'avvocato Perry Mason fingendo di chiedere un parere legale per un'amica con problemi matrimoniali. L'avvocato intuisce subito che "Helen" ha appena contratto un matrimonio e non gli sta raccontando la verità, ma non riesce a far parlare la donna che, impaurita, lascia precipitosamente lo studio dimenticando la sua borsetta.
Mason, incuriosito dallo strano comportamento della donna e dal successivo racconto dell'amico investigatore Paul Drake, decide di aiutare a distanza Rhoda Montaine, vero nome di Helen. La borsetta della donna contiene una rivoltella Colt, calibro 22, ed un telegramma indirizzato a R. Montaine, firmato "Gregory". Mason indaga in prima persona, arrivando a scoprire l'indirizzo di Gregory Moxley, alias Gregory Lorton, primo marito di Rhoda, ed a parlargli direttamente. Il caso si complica dopo che Moxley viene ucciso nella notte in casa sua e tutti gli indizi sono contro Rhoda.

## Edizioni
- Erle Stanley Gardner, Perry Mason e la strana sposina, traduzione di Enrico Andri, collana I Libri Gialli n.199, Mondadori, 1938.
- Richard Austin Freeman, Erle Stanley Gardner, Cornell Woolrich, Delitti in tribunale, traduzione di Enrico Andri, collana Gli Speciali del Giallo Mondadori n. 75, Mondadori, 2015,  p. 352.